# Créolie
Ne doit pas être confondu avec Créolité.
La créolie est un mouvement littéraire de l'île de La Réunion, département d'outre-mer français dans le sud-ouest de l'océan Indien.
Nommé par Jean Albany, il s'est développé à la suite des travaux de ce poète et peintre né à Saint-Denis le 4 décembre 1917 et mort à Paris le 26 octobre 1984. Il a notamment attiré des personnalités comme Gilbert Aubry, poète et évêque de La Réunion. Pour ce dernier, qui l'a redéfinie, elle se présente comme une « quête culturelle de l'identité réunionnaise, en vue de favoriser les solidarités réunionnaises en fonction de l'unité de la population et d'une conscience collective ».